# Arcade de Novgorod
Pour les articles homonymes, voir Arcade.
Arcade de Novgorod († 1163) fut évêque de Novgorod, successeur de Niphon, premier évêque élu par le vietché de la ville. Fête le 18 septembre (dormition) et le 10 février (synaxe des évêques de Novgorod).
Après avoir été higoumène du monastère de la Dormition de Novgorod, il fut élu évêque de la ville.